# 上月城の戦い
上月城の戦い（こうづきじょうのたたかい）は、天正6年（1578年）4月18日から同年7月3日まで播磨国上月城で毛利輝元と尼子勝久との間で行われた合戦である。

## 背景
上月城は小城ながら播磨・美作・備前の三国の国境に位置する堅牢な山城で、毛利氏に属していた赤松政範および宇喜多直家が播州方面の軍事拠点としてこれを押さえ、毛利勢力圏の東方における事実上の最前線となっていた。しかし1577年（天正5年）、織田氏が中国攻略に着手し播州に入ると、羽柴秀吉の攻撃を受け陥落（第一次上月城の戦い）。尼子勝久を担ぐ山中幸盛（鹿介）ら、織田家に属していた尼子氏再興軍がこの上月城の防衛を任された。その後一時は宇喜多氏が反攻によって奪還するも、再度織田軍の手に落ちている。
しかし羽柴秀吉は上月城の奪取後も、表向きは織田氏に臣従しながらも、立場を明確にしない別所長治、小寺政職ら播州諸勢力の懐柔に手を焼いた。1578年（天正6年）2月もしくは3月、別所氏が毛利氏側へ離反すると、東播磨の諸豪族の大半がこれに同調し、別所氏の本拠・三木城の7500を中心に籠城戦の構えを取る（三木合戦）。一方、羽柴軍の進出によって大きく揺らぎ始めていた東方の勢力地盤を固め直すため、毛利氏も早急に大軍を派遣して別所氏を援護する必要に迫られていた。また、同時期に上洛行動を再開する予定であった同盟者の上杉謙信に呼応するという意図もあったと考えられる。
いずれにしても、この時点で織田氏・毛利氏の戦線における最重要拠点は三木城へと移り、両軍にとって上月城の戦略的価値は半ば失われたと言っても良い。
本来ならば毛利氏は即座に播磨に進入し、羽柴秀吉の本軍を背後から脅かすことで直接的に別所氏を支援するべきであったが、しかし当地における毛利軍の活動拠点を提供することになる宇喜多直家の要請を無視することができず（或いは播州での戦況が滞った際の退路を確保するため）、吉川元春・小早川隆景の毛利首脳は直家が求める上月城の再奪還に応じることで、間接的に羽柴軍を牽制するという形を取った。
同月、総大将の毛利輝元は吉田郡山城を出陣、山陽方面を担当する小早川隆景が三原城を出陣、山陰方面を担当する吉川元春も日野山城を出陣し、上月城攻略に向かった。備前の宇喜多直家は自らは出陣せず、弟の忠家を派遣。他に毛利・村上水軍が播磨灘に展開し、海上の封鎖も完了した。総動員兵力は3万以上とされ、播州・姫路城に駐留していた羽柴軍を遥かに凌ぐ規模であった。

## 合戦の経過
別所長治の離反、及び毛利本軍の出陣を受け、羽柴秀吉は直ちに織田信長へ援軍を要請。まず播州に近い摂津の荒木村重の軍が合流するが、毛利軍がどこに現れるかは不明なままであった。この間に秀吉はしきりに毛利軍の動向を探る傍ら、三木城の攻略を開始し支城の野口城を陥落させている。一方の毛利軍は輝元軍が戦線から遠い備中高松城に本陣を置き、吉川元春・小早川隆景ら主力が上月城へ進軍。4月18日に包囲を開始する（第二次上月城の戦い）。上月城を守るのは尼子勝久を総大将とする山中幸盛・尼子氏久・尼子通久・神西元通らの手勢2300〜3000にすぎなかった。
毛利軍が上月城に向かったとの報を受けた羽柴秀吉は、三木城の攻撃を継続させつつ、自らの手勢を率いて尼子軍支援のために高倉山に進出した。対して、圧倒的大軍で上月城を包囲した毛利軍だが、積極的に攻撃に出ようとはせず、陣城を構築し、深い空堀や塹壕を掘り、塀を巡らして柵や逆茂木で防備を固めるという徹底ぶりで、完璧なまでの防御線を敷く。さらに連日法螺貝や太鼓を鳴らし威嚇行動を行い、兵糧攻めで城兵の戦意を喪失させる方針を取った。
織田軍にはさらに織田信忠を総大将として滝川一益、佐久間信盛、明智光秀、丹羽長秀、細川藤孝といった顔ぶれの援軍が到着したが、信長の意図は三木城の攻略と毛利軍の足止めであり、神吉城・志方城・高砂城といった三木城の支城攻略に力を注いだ。このため秀吉も上月城に手を出すことはできず、後詰めの見込みがない尼子軍は絶望的な状況に立たされる。
これを見かねた秀吉は6月16日に京都へ向かい織田信長に指示を仰いだ。しかしあくまで播州平定を優先する信長の方針は変わらず、上月城の尼子軍は事実上の捨て駒として扱われた。やむを得ず高倉山の陣を引き払うことになった秀吉は尼子軍に上月城の放棄・脱出を促す書状を出したが、尼子主従はこれを黙殺し、徹底抗戦を選んだとされる。
6月25日、滝川一益・丹羽長秀・明智光秀が毛利軍に備えるため三日月山に布陣。羽柴軍・荒木軍は高倉山から書写山へ陣を移す。その際に熊見川（現佐用川）で毛利軍の追撃を受け、羽柴軍は大きな打撃を受けた。この戦いに参加していた毛利軍の武将・玉木吉保著作の『身自鏡』には退却した羽柴軍の陣前に「夏山に立てる羽柴の陣なれば、秋（安芸）風吹けば散り失せにけり」という歌が毛利軍兵士の手によって残されていたと記録されている。
（熊見川の戦い）
7月1日、尼子軍は城兵の助命を条件に開城・降伏し、7月3日に尼子勝久・尼子氏久・尼子通久、そして勝久の嫡男である尼子豊若丸らが自刃した。尼子再興軍の中心的人物であった山中幸盛も捕虜となり、後に備後国鞆に送られる途上、備中国成羽で殺害された。こうして70日に及んだ上月城攻防戦は幕を閉じ、武門としての尼子氏は完全に滅亡した。
なお、生存した尼子再興軍の残党勢力は、尼子氏一門格にして筆頭家老亀井氏を継いだ亀井茲矩に率いられる形となり、本能寺の変後も秀吉麾下にて鳥取城攻略・朝鮮出兵参陣と転戦を重ね、因幡国鹿野・転封を経て石見国津和野を拝領、津和野藩（四万三千石）として幕末まで続いた。

## 戦後の影響
毛利氏はこの戦いによって本格的に織田氏との戦争状態に入り、同年7月に荒木村重が石山本願寺と連携して織田氏から離反（有岡城の戦い）、続いて小寺政職が離反し、播州一帯は一時的に毛利氏が勢力を盛り返す。しかし毛利軍はついに積極的攻勢に出ることはできず、守勢・支援に徹して領土の保全に努めた。同年11月に第二次木津川口の戦いで毛利水軍が大敗、1579年（天正7年）10月に宇喜多直家の離反という毛利氏が危惧していた事態が起こるとその勢力圏は大きく後退し、同月に荒木村重が、翌1580年（天正8年）には小寺政職が滅ぼされ、さらに長年織田軍を釘付けにしてきた石山合戦の終結により信長包囲網が崩壊する。
この間、羽柴秀吉は2年に及ぶ兵糧攻めの末に三木城を落とし（三木の干殺し）、兵力を整えて中国攻めを推進する。ほぼ独力で織田家との戦いを継続せざるを得なくなった毛利氏は和睦の道を探るが、両軍の争いは本能寺の変が起こる1582年（天正10年）まで続いた。